# Sara DeCosta
Sara Ann DeCosta, verh. DeCosta-Hayes, (* 13. Mai 1977 in Warwick, Rhode Island) ist eine ehemalige US-amerikanische Eishockeytorhüterin und -trainerin jüdischer Herkunft. DeCosta war von 1996 bis 2002 Mitglied der Frauen-Eishockeynationalmannschaft der Vereinigten Staaten und wurde mit dieser bei den Olympischen Winterspielen 1998 in Nagano Olympiasiegerin.

## Karriere
DeCosta verbrachte ihre Highschool-Zeit bis 1996 an der Toll Gate High School in ihrer Geburtsstadt Warwick. Dort gehörte sie dem Jungenteam an, war aber in den Jahren 1995 und 1996 dennoch eine der Leistungsträger im Team. Zum Schuljahr 1996/97 wechselte die Torhüterin an das Providence College. Neben ihrem Studium spielte DeCosta an der Universität für das Universitätsteam in der ECAC Hockey. Bereits nach ihrem ersten Jahr verließ sie das College für eine Spielzeit und ließ sich vom US-amerikanischen Eishockeyverband USA Hockey verpflichten. Bereits im Vorjahr hatte sie im Rahmen der Eishockeymeisterschaft des Pazifiks 1996 für die Frauen-Eishockeynationalmannschaft der Vereinigten Staaten debütiert. Mit dem US-Verband bereitete sich die Torfrau gezielt auf die Olympischen Winterspiele 1998 im japanischen Nagano vor. Unter anderem absolvierte sie den 3 Nations Cup 1997, bei dem den US-Amerikanerinnen der erste Sieg überhaupt über Kanada gelang und dem kanadischen Team erstmals in seiner Geschichte kein eigenes Tor gelang. Den Shutout beim 3:0-Finalsieg verbuchte DeCosta. Gemeinsam mit Sarah Tueting bildete sie dann das US-amerikanische Torhütergespann beim erstmals ausgetragenen Fraueneishockeyturnier im Rahmen der Winterspiele 1998. Dort krönte sie ihre Karriere mit dem Gewinn der Goldmedaille, als Kanada während des Turniers zweimal geschlagen werden konnte.
Die Torhüterin kehrte daraufhin für zwei Jahre ans Providence College zurück, war aber zugleich auch für die Frauen-Eishockeynationalmannschaft der Vereinigten Staaten aktiv. So bestritt sie die Weltmeisterschaft 2000 – erneut im Gespann mit Tueting – und gewann sie die Silbermedaille. Im selben Jahr war sie eine der Finalistinnen für den Patty Kazmaier Memorial Award, den allerdings Ali Brewer gewann. In Vorbereitung auf die Olympischen Winterspiele 2002 im heimischen Salt Lake City verließ DeCosta die Universität vorzeitig nach ihrem dritten Schuljahr im Sommer 2000 mit einem Abschluss in Sozialwissenschaften, den sie unter anderem durch die Belegung von Sommerkursen möglich gemacht hatte. Sie schloss sich daraufhin abermals USA Hockey an, absolvierte die Weltmeisterschaft 2001 als statistisch beste Torhüterin und errang abermals Silber. Bei den Winterspielen von Salt Lake City absolvierte sie ihre zweiten Olympischen Winterspiele und kehrte auch von dort mit einer Silbermedaille nach Hause zurück. Abermals hatte sie sich den Torhüterposten mit Tueting geteilt und die statistisch besten Werte aller Torhüterinnen aufgewiesen. Im Anschluss an die Olympischen Spiele beendete DeCosta ihre aktive Karriere.
Sie kehrte zum Schuljahr 2002/03 ans Providence College zurück und war dort ehrenamtlich als Torwarttrainerin tätig. Davon gefolgt war ein Jahr als Assistenztrainerin am Massachusetts Institute of Technology. In der Saison 2008/09 arbeitete sie erneut ehrenamtlich als Torwarttrainerin an der Harvard University.

## Erfolge und Auszeichnungen
| - 1998 Goldmedaille bei den Olympischen Winterspielen - 2000 Silbermedaille bei der Weltmeisterschaft - 2001 Silbermedaille bei der Weltmeisterschaft - 2001 Geringster Gegentorschnitt der Weltmeisterschaft (gemeinsam mit Sami Jo Small) | - 2001 Beste Fangquote der Weltmeisterschaft - 2002 Silbermedaille bei den Olympischen Winterspielen - 2002 Geringster Gegentorschnitt der Olympischen Winterspiele - 2002 Beste Fangquote der Olympischen Winterspiele |